# Rio Andrade
Rio Andrade är ett vattendrag i Brasilien.   Det ligger i delstaten Paraná, i den södra delen av landet, 1 300 km sydväst om huvudstaden Brasília.
Omgivningarna runt Rio Andrade är en mosaik av jordbruksmark och naturlig växtlighet. Runt Rio Andrade är det ganska glesbefolkat, med 23 invånare per kvadratkilometer.